# Johann Kaspar von Cosel
Johann Kaspar von Cosel (* 23. August 1666 in Berlin; † 18. März 1738 in Fischhausen) war ein preußischer Generalleutnant, Chef des Dragoner-Regiments Nr. VI. sowie Amtshauptmann von Fischhausen und Ritter des Ordens De la Générosité.

## Leben

### Herkunft
Sein Vater war der kurbrandenburger Kammergerichtsrat und Amtsgerichtsrat sowie Hofrentmeister Andreas von Cosel, der 1667 durch Kaiser Leopold I. in den Adelsstand erhoben wurde. Seine Mutter war Eva Maria Striepen.

### Militärkarriere
1684 ging Cosel in brandenburgische Dienste und wurde 1692 Leutnant im Dragonerregiment „Sonsfeld“. 1703 wurde er Kapitän, am 10. Februar 1705 Major und am 30. Januar 1711 Oberstleutnant. Am 20. Juli 1716 wurde er Oberst in seinem Regiment unter von Albe, 1720 war er Kommandeur in dem zum Kürassierregiment „von Wylich und Lottum“ umbenannten Verband. Im Juni 1727 bekam Cosel sein eigenes Regiment. Er erhielt die fünf Eskadronen des Dragonerregiments „von Wuthenau“. Im Jahr darauf wurde er zum Generalmajor ernannt. Am 11. September 1734 wurde er als Generalleutnant pensioniert und drei Tage später zum Amtshauptmann von Fischhausen ernannt.

### Familie
Er war mit Katharina von Elverich genannt Haes verheiratet und hatte Nachkommen. Der preußische General Dietrich Christoph Gotthold von Cosel (1752–1825) ist sein Urenkel. Die Familie ist aber nicht mit der Gräfin von Cosel verwandt.